# Baréin en los Juegos Olímpicos de Los Ángeles 1984
Baréin estuvo representado en los Juegos Olímpicos de Los Ángeles 1984 por un total de 10 deportistas masculinos que compitieron en 4 deportes.
El equipo olímpico bareiní no obtuvo ninguna medalla en estos Juegos.